# Museu Nacional de la Resistència (Luxemburg)
El Museu Nacional de la Resistència està situat al centre d'Esch-sur-Alzette, una ciutat situada al sud-est de Luxemburg. L'edifici, construït el 1956 especialment pel museu, narra la història de Luxemburg de 1940 a 1945. També hi ha una exposició dels camps de concentració nazis i el tractament dels jueus luxemburguesos.

## Història
Des de finals dels anys quaranta, els activistes implicats a la resistència i els deportats de resistència van començar a planejar un museu de la resistència nacional per tal de preservar la memòria de les víctimes luxemburgueses de l'ocupació nazi. Un comitè format a la ciutat d'Esch-sur-Alzette, sindicats i representants dels moviments de la resistència sota la presidència d'Ed Barbel, van dur a terme un exercici de recull de fons que va fer possible l'obertura del Museu de la Resistència el 22 de juliol de 1956. L'edifici va ser dissenyat pels arquitectes Nicolas Schmit-Noesen i Laurent Schmit.
El 1984, el ministre de Cultura, Robert Krieps, va renovar la col·lecció i va renovar el museu. El museu va tornar a obrir el 1987, i a través de l'autoritat ministerial es va anomenar museu "nacional". Des de 2008 Frank Schroeder, exprofessor d'art, gestiona el museu.

## Col·lecció
L'exposició a la planta baixa descriu el destí del poble de Luxemburg des de la invasió alemanya el 10 de maig de 1940 i l'inici del règim nazi, fins a l'alliberament al setembre de 1944 amb l'arribada dels americans o el gener de 1945 després de la batalla de les Ardenes. La primera planta està dedicada a artefactes dels camps de concentració i el tractament dels jueus luxemburguesos. Hi ha obres d'art, com els relleus d'Emile Hulten, Claus Cito i Charles Kohl fora del museu, i les escultures de Lucien Wercollier i René Weyland, a l'interior. També cal destacar el gran fresc de Foni Tissen i el seu llenç del camp de concentració de Hinzert, així com els dibuixos d'Yvonne Useldinger del camp de concentració de Ravensbrück.

## Exposicions

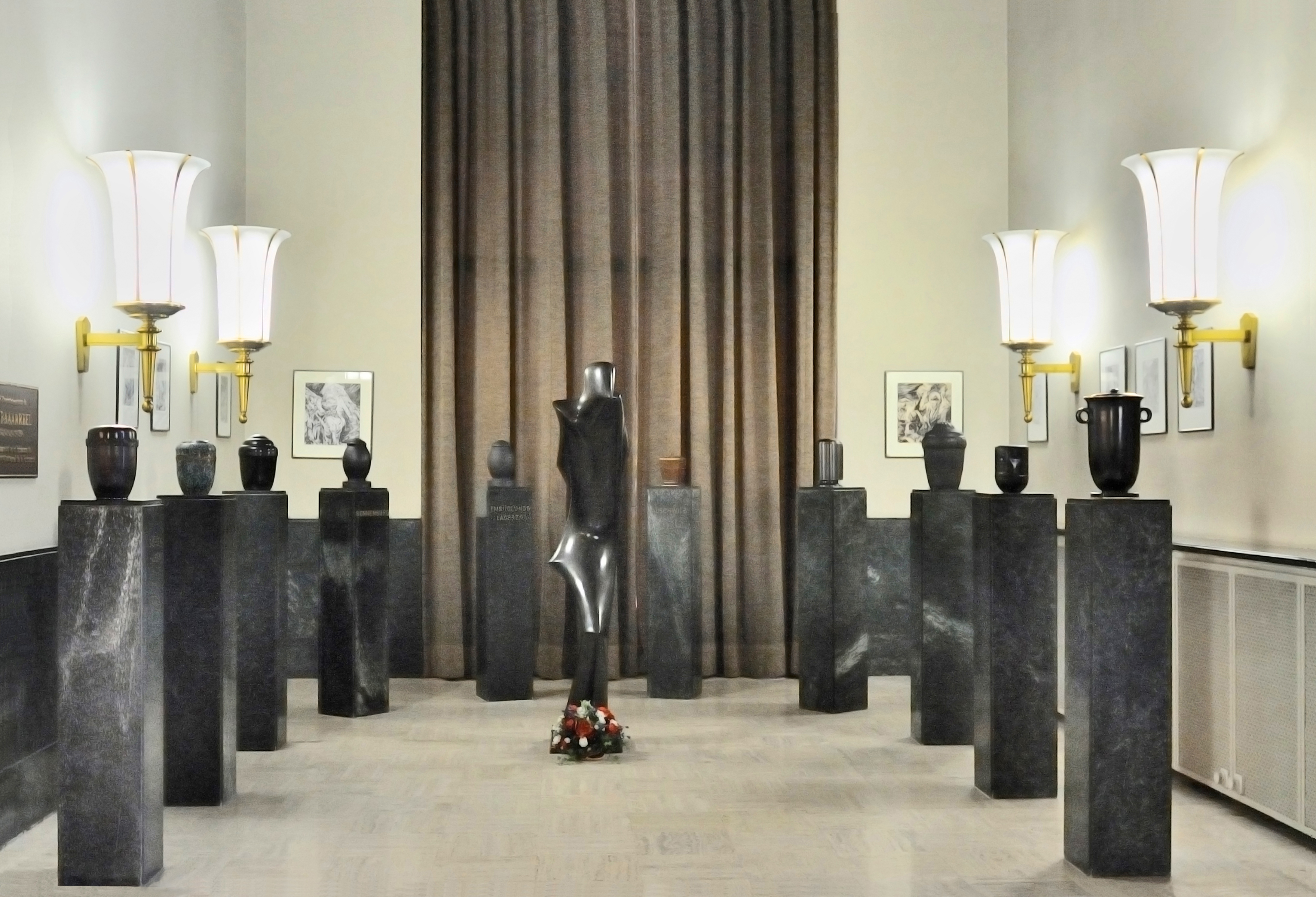
El presoner polític, de Wercollier

Des de setembre de 2009, el museu organitza exposicions temporals. Aproximadament cada sis mesos es mostra una nova exposició:
- Lebensbilder, amb olis de Madeleine Weis-Bauler, membre de la resistència i deportada polític, des del 4 de setembre de 2009 al 3 d'octubre de 2009.
- Spott dem Naziregime - Karikaturen in Luxemburg vor, während und nach dem Krieg, la primera exposició produïda pel mateix museu, del 4 de juny de 2010 al 5 de setembre de 2010
- Témoins / Zeugen, amb fotos de l'artista luxemburguès Tom Hermes, que va retratar testimonis de l'època, a partir del 28 de gener de 2011 fins a l'1 de maig de 2011.
- Kunst/KZ - Art/camps, amb obres dels artistes Yvonne Useldinger, Lily Unden, Lucien Wercollier, Edmond Goergen i Foni Tissen, del 6 de maig de 2011 al 16 d'octubre de 2011
- Peuple européen, peuple étranger - Le Luxembourg et les Roms, amb fotos de Patrick Galbats, del 10 de febrer de 2012 al 6 de juny de 2012.
- Between Shade and Darkness - Le sort des Juifs du Luxembourg de 1940 à 1945, del 29 de maig al 24 de novembre de 2013
- Nelson Mandela - From Prisoner to President, una exposició itinerant del Museu de l'Apartheid de Johannesburg, del maig a l'octubre de 2014
- Traqué, caché - 4 mois au Bunker Eisekaul, de l'octubre de 2014 al maig de 2015, juntament amb el Museu Nacional de Mineria.